# 마닐라 대학살

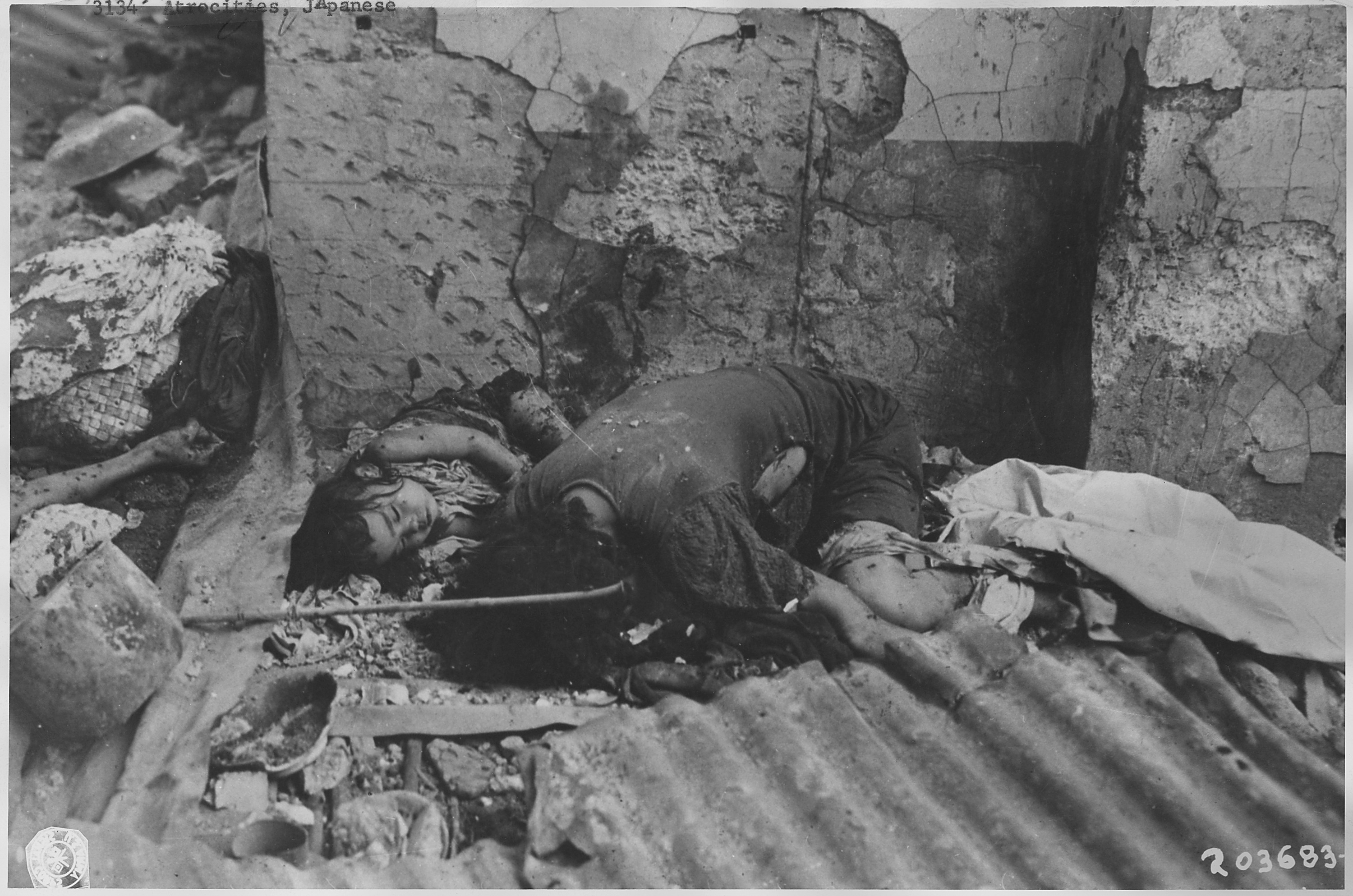
마닐라에서 학살을 당한 필리핀 여인과 아이

마닐라 대학살(영어: Manila Massacre, 필리핀어: Masaker sa Maynila, 일본어: マニラ だいぎゃくさつ)은 제2차 세계 대전 중인 1945년 2월에 필리핀에서 퇴각하던 일본군이 필리핀 마닐라의 민간인에게 자행한 약탈, 강간 및 학살 사건이다. 많은 동서방의 신빙성 있는 자료에 따르면, 이 학살에 따른 희생자 수는 약 10만 명에 달한다. 이 사건은 미군 약 1,000명과 일본군 약 16,000명이 전사한 마닐라 전투 중 발생한 최악의 사건이었다.

## 개요
미국은 1899년 미국-스페인 전쟁 이후 자국의 식민지였던 필리핀에 대해 필리핀 독립법을 발표하고 표면적인 독립을 약속했고, 1935년 11월에 임시정부가 발족하여 마누엘 케손이 대통령에 취임했으나, 태평양 전쟁 발발 후 1942년에 일본에 의해 수도 마닐라가 점령되고, 케손은 미국으로 망명했다. 이 때문에 많은 필리핀인이 맥아더가 이끄는 미국 극동 육군(USAFFE)과 함께 일본군에 저항했다. 필리핀인의 무장조직은 주필 미군의 지도나 지휘를 받거나, 자생적으로 발생한 항일 조직이었고, 지형과 지리에 밝아 일본군을 괴롭혔다.
1944년 10월, 레이테 해전에서 패한 일본군은 필리핀에 대한 지배력을 결정적으로 상실하게 된다. 1945년 1월에 마닐라가 있는 루손섬에 연합군이 상륙하고, 2월 3일에 제1기병사단과 제37보병사단이 마닐라에 진입하기 시작했다. 이에 일본군 사령관 야마시타 도모유키 대장은 마닐라를 포기하고 사령부를 바기오로 옮겼다. 그러나 이와부치 산지 해군 소장 지휘하의 해군 부대와 육군 부대 일부가 마닐라에 남아 미군과 치열한 시가전을 펼쳤다.
일본군의 퇴각 당시, 마닐라 시내에는 약 70만 명의 시민이 남아 있었는데, 그 대부분이 미국군에 협력적이라고 판단한 일본군은 미국군에 대한 협조를 원천 차단하기 위해 이들에 대한 학살을 자행했다. 성 파울로 대학에서는 어린이를 포함 994명을 살해, 북부 묘지에서는 2?000명을 처형, 산차고 감옥에서의 집단 살해 등 구체적인 살해 증거는 도쿄 국제 전범 재판에서도 보고됐다.
필리핀의 전투는 일본군 잔당을 이끌던 이와부치 산지 해군 소장의 자결에 따라 미국의 승리 선언으로 끝이 났다. 전후 민간인 학살에 대한 책임을 물어 야마시타는 마닐라 군사재판에서 교수형에 처해졌다.

## 같이 보기
- 일본의 전쟁 범죄
- 바탄 죽음의 행진
- 무토 아키라